# Onthophagus flagrans
Onthophagus flagrans là một loài bọ cánh cứng trong họ Bọ hung (Scarabaeidae).